# Farah Zeynep Abdullah
Farah Zeynep Abdullah (Estambul, 17 de agosto de 1989) es una actriz y cantante turca.

## Biografía
Su padre Osman, es de origen turcomano iraquí y su madre Gülay, es turca con ascendencia bosnia, crimea y macedonia. Debido a la primera guerra kurdo - iraquí (1961 - 1970), su padre tuvo que huir a Turquía, aun así hizo el servicio militar en Irak.
Ella también tiene dos hermanos.
Realizó una parte sus estudios secundarios en el Liceo Francés Saint Michel de Estambul. Debido a los negocios de su padre se trasladó a vivir a Inglaterra en donde terminó la escuela secundaria. Estudió teatro y francés en la Universidad de Kent.
Su familia reside en Inglaterra, mientras que ella vive en Estambul debido a compromisos laborales.

## Carrera
En 2010, se le ofreció un rol en la serie de televisión turca Öyle Bir Geçer Zaman Ki mientras estudiaba en la universidad, completó dos temporadas y abandonó la serie para seguir sus estudios.
En 2013, apareció en la película de Yilmaz Erdoğan, Kelebeğin Rüyası con Kıvanç Tatlıtuğ. Por ese papel, Farah ganó el premio a la mejor actriz de reparto en los Premios 18.ª de Cine y Teatro Sadri Alışık.
El 2014 fue un año muy ocupado para Farah Abdullah. Protagonizó la película turca Bi Küçük Eylül Meselesi con Engin Akyürek. Luego actuó nuevamente junto a Kıvanç Tatlıtuğ en la serie turca Kurt Seyit ve Şura. Durante el verano de ese año grabó una película musical-romántica con el director Cagan Irmak de nombre Unutursam Fisilda. El papel que interpretó le valió múltiples premios ya que sorprendió al público con sus habilidades de actuación y canto.
En 2015, prestó su voz a la princesa Courtney en la versión turca de Barbie en Rock 'N Royals. También a finales de 2015 hizo su segunda película con el director Yilmaz Erdoğan, interpretó el papel de 'Muazzez' en la película Ekşi Elmalar.
A finales de julio de 2016, aparecieron en las redes sociales rumores de que Farah Zeynep se unía a la serie turca Muhteşem Yüzyıl Kösem. Unos días después, se confirmó que Abdullah se había unido a la serie en el papel de una princesa húngara.
Posterior a eso, protagonizó la serie Gülizar y actuó en las películas Arif V 216 y Bizim Için Şampiyon. En 2020, se unió como coprotagonista de la serie Masumlar Apartmanı en el papel de İnci, durante la primera temporada de la serie. Posteriormente, actuó en la película Bergen encarnando el papel de esa conocida cantante turca que murió a manos de su esposo en 1989.

## Vida privada
En 2011 comenzó a salir con el actor Eser Yenenler, pero la relación finalizó en 2013.
En 2014 comenzó a salir con el también actor Gökhan Tiryaki pero la relación finalizó a principios de 2017. 
En 2017, mantuvo una relación con Caner Cindoruk con quien duró unos cinco meses juntos. 
En 2018, mantuvo una relación con el actor Ahmet Rifat Şungar, la cual finalizó. 
Más tarde en 2019 se reveló que mantenía una relación de casi tres meses con Doğu Demirkol, la cual terminó a final del año.

## Filmografía

### Televisión
| Año         | Título                  | Personaje                    |
| ----------- | ----------------------- | ---------------------------- |
| 2010-2012   | Öyle Bir Geçer Zaman Ki | Aylin Akarsu Talaşoğlu       |
| 2014        | Kurt Seyit ve Şura      | Alexandra "Şura" Verjenskaya |
| 2016-2017   | Muhteşem Yüzyıl Kösem   | Farya Bethlen                |
| 2018        | Gülizar                 | Gülizar Sepetçi              |
| 2020 - 2021 | Masumlar Apartmanı      | İnci Özdemir Derenoğlu       |

### Cine
| Año  | Título                   | Personaje                       |
| ---- | ------------------------ | ------------------------------- |
| 2013 | Kelebeğin Rüyası         | Mediha Sessiz                   |
| 2014 | Bi Küçük Eylül Meselesi  | Eylül                           |
| 2014 | Unutursam Fısılda        | Hatice / Ayperi                 |
| 2015 | Barbie in Rock 'N Royals | Princesa Courtney (voz Turquía) |
| 2016 | Ekşi Elmalar             | Muazzez                         |
| 2018 | Arif V 216               | Ajda Pekkan                     |
| 2018 | Bizim İçin Şampiyon      | Begüm Atman Karataş             |
| 2022 | Bergen                   | Bergen                          |
| 2023 | Bihter                   | Bihter Yöreoğlu                 |

## Canciones
| Canciones | Canciones                                                                  | Canciones         |
| Año       | Título                                                                     | Proyecto          |
| --------- | -------------------------------------------------------------------------- | ----------------- |
| 2014      | Eyvah – Nafile – Başka Güzel- Sevdim – Gel Ya da Git – Bir Mazi Bin Hatıra | Unutursam Fısılda |
| 2017      | Haydi Gel içelim – Paramparça                                              | RocKuba           |
| 2018      | Değişik El – Biraz – Hüzün Dibi – Ben Seçtim Yolumu                        | Gülizar           |
| 2018      | Bu Hangi Masaldı?                                                          | -                 |
| 2018      | Milyonzade (Ajda Pekkan cover)                                             | Arif V 216        |
| 2018      | Boşvermişim Dünyaya (Ajda Pekkan cover)                                    | Arif V 216        |
| 2019      | "Sen Unutulacak Kadın Mısın?" (Feat. Erol Evgin)                           | Altın Düetler 2   |

## Premios y nominaciones
| Año  | Premio                                                             | Categoría                         | Trabajo                 | Resultado | Ref.        |
| ---- | ------------------------------------------------------------------ | --------------------------------- | ----------------------- | --------- | ----------- |
| 2011 | Antalya Television Awards                                          | Mejor actriz de reparto           | Öyle Bir Geçer Zaman Ki | Ganadora  | [ 4 ] [ 7 ] |
| 2012 | Antalya Television Awards                                          | Mejor actriz de reparto           | Öyle Bir Geçer Zaman Ki | Nominada  | [ 4 ]       |
| 2012 | Golden Butterfly Awards                                            | Mejor actriz de reparto           | Öyle Bir Geçer Zaman Ki | Nominada  |             |
| 2013 | 18th Sadri Alışık Theater and Cinema Awards                        | Mejor actriz de reparto           | Kelebeğin Rüyası        | Ganadora  |             |
| 2014 | 46th Cinema Writers Association Awards                             | Mejor actriz de reparto           | Kelebeğin Rüyası        | Ganadora  |             |
| 2014 | Elle Style Awards                                                  | La actriz más elegante            | –                       | Nominada  |             |
| 2015 | Yıldız Technical University Business Club Stars of the Year Awards | Mejor actriz de cine              | Unutursam Fısılda       | Ganadora  |             |
| 2015 | Maltepe University Turkish Medical Students Association Awards     | Mejor actriz                      | Unutursam Fısılda       | Ganadora  |             |
| 2015 | İstanbul Arel University 4th Media and Art Awards                  | Actriz más elogiada               | Unutursam Fısılda       | Ganadora  |             |
| 2015 | GSÜ The Bests Awards                                               | Mejor actriz de cine o televisión | Unutursam Fısılda       | Ganadora  |             |
| 2015 | 47th Cinema Writers Association Awards                             | Mejor actriz                      | Unutursam Fısılda       | Nominada  |             |
| 2015 | 10th Uludağ University Marconi Awards                              | Mejor actriz de cine              | Unutursam Fısılda       | Ganadora  |             |
| 2015 | 20th Sadri Alışık Theater and Cinema Awards                        | Mejor actriz de cine              | Unutursam Fısılda       | Nominada  |             |
| 2015 | 21st Golden Objective Awards                                       | Mejor actriz de cine              | Unutursam Fısılda       | Ganadora  |             |
| 2015 | KAL Fest Changemakers Awards                                       | Mejor actriz                      | Unutursam Fısılda       | Ganadora  |             |
| 2017 | 22nd Sadri Alışık Theater and Cinema Awards                        | Premio especial junta selectiva   | Ekşi Elmalar            | Ganadora  |             |
| 2019 | 51. Siyad Ödülleri                                                 | Mejor actriz                      | Bizim İçin Şampiyon     | Nominada  |             |
| 2019 | 2. Uluslararası İzmir Film Festivali                               | Mejor actriz                      | Bizim İçin Şampiyon     | Nominada  |             |
| 2020 | 7. Altın Palmiye Ödülleri                                          | Mejor actriz de cine              | –                       | Ganadora  |             |